# Cui Yan
En aquest nom xinès, el cognom és Cui (崔).
Cui Yan   (comtat de Gucheng, 163 (Gregorià) - 216 (Gregorià)) va ser un vassall que va servir al senyor de la guerra Yuan Shao durant la tardana Dinastia Han Oriental. Cui no va assolir molta fama a causa dels seus fracassos al desenvolupar les seves diverses propostes. Després de la derrota de Yuan Shao, Cui Yan va servir a Cao Cao i es va convertir en un oficial d'assumptes civils. Cui va ser detingut i assassinat a la presó després que ell es va oposar a la decisió de Cao Cao d'entronització personal.

## Biografia
Cui Yan era del comtat de Dongwuchheng (東武城縣), Comanderia Qinghe, província de Ji, que és al voltant de l'actual comtat de Gucheng, Hebei. Va néixer a la família Cui de la Comanderia Qinghe, una família política que va assolir protagonisme durant les dinasties Sui i Tang més tard. En la seva joventut, se sabia que era senzill, avorrit i mancat d'habilitats comunicatives, però estava molt interessat en l'espasa i les arts militars. Quan tenia 22 anys, va ser nomenat per l'oficina del districte local per ser un oficial judicial,  per al qual va ser tan agraït que va començar a llegir llibres com els Analectes i Han Shi (韓詩)
Sis anys més tard, als 28 anys, Cui Yan es va fer amistat amb Gongsun Fang (公孫方) i altres i van estudiar junts sota la tutela de l'estudiós del Confucià Zheng Xuan. No obstant això, l'any 194, abans que Cui Yan pogués completar el seu primer any d'estudis, els rebels del Turbant Groc de la Provínci de Xu van atacar la Comandància de Beihai, on Zheng Xuan impartia les seves classes, de manera que Zheng i els seus estudiants van fugir cap a l'est al mont Buqi (不其山 al nord-oest del mont Lao) per evadir el caos. Malgrat això, la rebel·lió havia provocat escassetat d'aliments, de manera que Zheng Xuan no va tenir més remei que enviar els seus estudiants. Després d'abandonar el mont Buqi, Cui Yan no va poder tornar a la comandament de Qinghe perquè les forces rebels i els bandits estaven desenfrenats a la regió i les carreteres que conduïen a l'oest estaven bloquejades. Va vagar per les províncies de Qing, Xu, Yan i Yu i va visitar diversos llocs, inclòs Shouchun (壽春; actual  Comtat de Shou, Anhui), llac Tai i la riba nord del riu Yangtze. Després de quatre anys, va tornar a casa i es va passar el temps tocant música i escrivint cal·ligrafia.